# Gnathochorisis flavipes
Gnathochorisis flavipes là một loài tò vò trong họ Ichneumonidae.